# Onze-Lieve-Vrouw van Lourdeskapel (Halle)

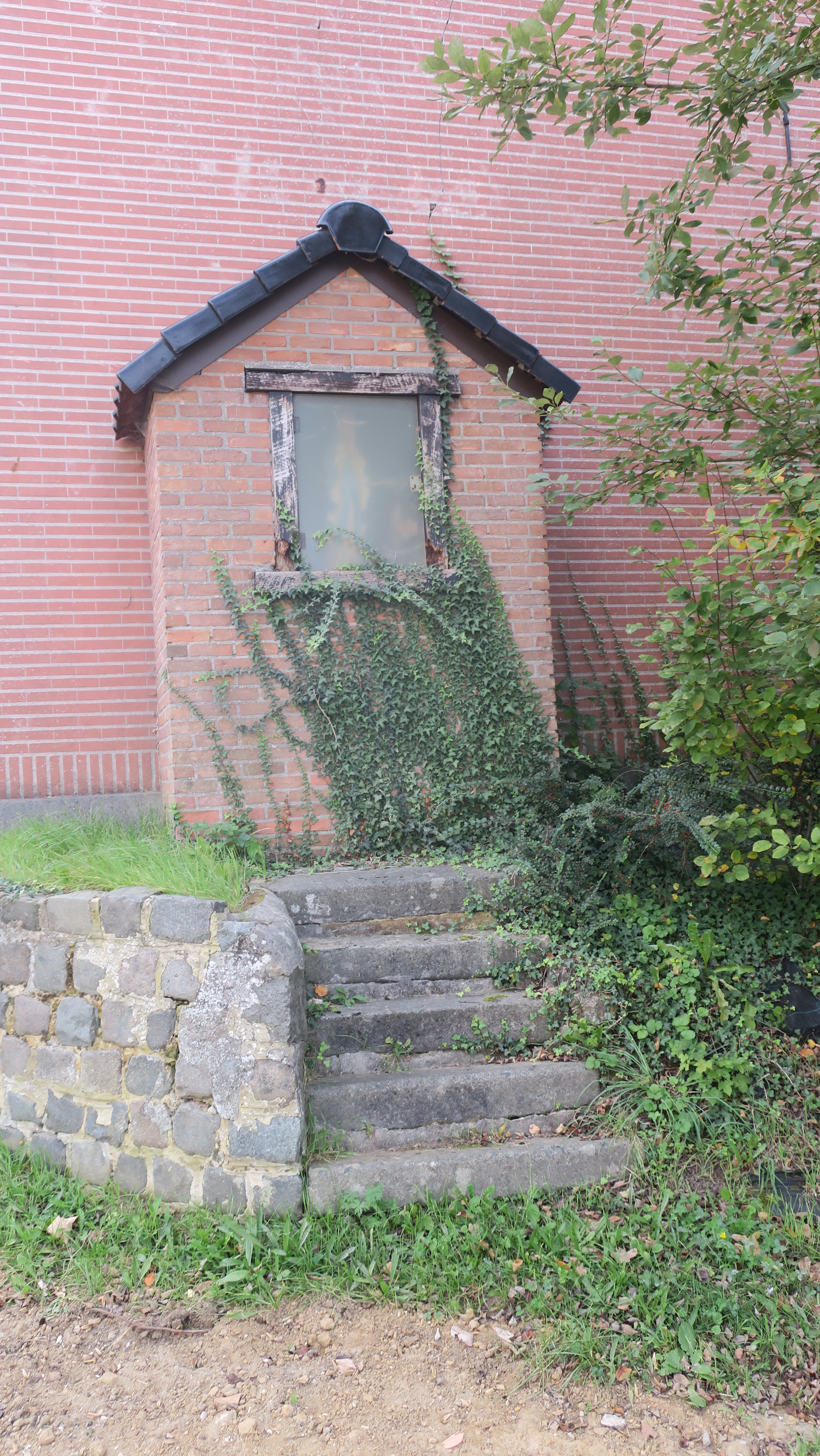

De kapel ter ere van Onze-Lieve-Vrouw van Lourdes bevindt zich in de Vlaams-Brabantse gemeente Halle. De kapel is opgericht tegen de gevel van het huis gelegen aan de Warande 3.
Het gebedshuisje dateert uit het einde van de 19e eeuw, maar werd aan het einde van de 20e eeuw heropgebouwd. De vorige kapel stond op dezelfde plaats als de huidige, maar was minder breed en voorzien van een spitsbogige nis.
De pijlerkapel is opgetrokken uit baksteen in halfsteensverband en is bedekt met een zadeldak van rode pannen. De rechthoekige nis is omgeven door houten balken en is afgedekt met plexiglas. Binnenin prijkt een vrij groot beeld van O.L.V. in polychromie, wellicht hetzelfde beeld als in de oorspronkelijke kapel stond.
Drie treden in beton leiden de bezoeker tot de kapel die zich op een berm met keermuur uit kasseien bevindt.